# Протокол Манінга
Протокол Манінга — секретний протокол зустрічі Буша та Блера в 2003 році з приводу війни в Іраку. Написаний головним радником з закордонних справ Тоні Блера Девідом Манінгом, котрий також брав участь у зустрічі. Зустріч відбулась 31 січня 2003 року. Як випливає з протоколу, адміністрація Джорджа Буша зазделегідь вирішила розпочати війну проти Іраку.
В протоколі записаний наступний вислів Дж. Буша:
| Ліві лапки | Початкова дата компанії вже затверджена на 10 березня. Саме тоді має розпочатись бомбування. | Праві лапки |